# Banksia epica
Bānksia ēpica  (лат.) — кустарник, вид рода Банксия семейства Протейные.
Один из первых описанных видов рода Банксия. Вероятно, был впервые описан Эдвардом Эйром в 1841 году, но с тех пор не был известен вплоть до 1973 года. Отдельным видом был признан в 1988 году. Мало исследован, поэтому знания об экологии растения и его агрокультурном потенциале ограничены.

## Распространение и среда обитания
Произрастает на южном берегу западной Австралии. Известны только две его изолированные колонии на юго-востоке штата рядом c Большим Австралийским заливом. Обе популяции растут на кремнезёме.

## Ботаническое описание
Раскидистый куст с клиновидными листьями кремовой окраски. Высота составляет в среднем 3,5 м.